# Альгениб
Альгениб (γ Peg, Гамма Пегаса) — переменная звезда в созвездии Пегас. В переводе с арабского название Альгениб обозначает «сторона», «бок». Это название иногда используют для звезды Альфа Персея, чаще называемой Мирфак. Является одна из четырёх звёзд астеризма Большой Квадрат Пегаса.
Звезда является переменной типа β Цефея — её видимая звёздная величина меняется от +2,78m до +2,89m с периодом 3,6 часа.
Спектроскопические исследования показывают, что в системе имеется второй компонент, который вращается вокруг Альгениба с периодом 6,83 дней на расстоянии 0,15 а. е.